# Anthophora urbana
Anthophora urbana là một loài Hymenoptera trong họ Apidae. Loài này được Cresson mô tả khoa học năm 1878.